# Sielsowiet Jeziory
Sielsowiet Jeziory (biał. Азёрскі сельсавет, ros. Озёрский сельсовет) – sielsowiet na Białorusi, w obwodzie grodzieńskim, w rejonie grodzieńskim.

## Miejscowości
- agromiasteczko:
  - Jeziory
- wsie:
  - Buszniewo
  - Hubinka
  - Kamieniste
  - Kaniewicze
  - Korczyki
  - Łakno
  - Mostki
  - Nowosiółki
  - Orechwicze
  - Prudy
  - Pyra
  - Raduta
  - Starzyna
  - Stryjówka
  - Suchary
  - Zaberezino
- nieistniejące wsie:
  - Kamczatka
  - Szkleńsk
  - Zakrzewszczyzna
  - Wilanów
  - Fw. Zadubie
  - Fw. Kosieje[1]